# Miszrátai repülőtér
A Miszrátai nemzetközi repülőtér (IATA: MRA, ICAO: HLMS) egy nemzetközi repülőtér, amely a Földközi-tenger partján fekvő Miszrátát szolgálja ki a Miszráta tartományban, Líbiában. Emellett légibázisként és kiképzőközpontként is szolgál a Líbiai Légierő számára.

## Története
A repülőteret 1939-ben hozták létre egy leszállóhelyként az olaszországi Líbia Miszráta tartományában.
2011. december 15-én ünnepelte a repülőtér az első egy külföldi légitársaság (Turkish Airlines) által indított menetrend szerinti nemzetközi járatát.
2014. július 14-én a Tripoli nemzetközi repülőtéren történt összecsapások miatt a Miszrátai nemzetközi repülőteret bezárták a kereskedelmi járatok előtt. A forgalom július 15-én este indult újra.
2020. augusztus 3-án egy tűzvész elpusztította a repülőtér utasterminálját.

## Katonai használat
A Líbiai Légierő jelentős mennyiségű SOKO G–2 Galeb típusú repülőgépet üzemeltet Miszrátában, mind kiképzési, mind felkeléselhárítási céllal.
Az első líbiai vadászgép, amely az első líbiai polgárháború idején átrepült a repüléstilalmi övezet határain, egy G–2-es volt Miszrátából. A jelentések szerint a Francia Légierő azonnal lelőtte. Néhány órával később a fegyveres erők szóvivője pontosította, hogy a repülőgépet egy AASM levegő-föld rakétával semmisítették meg a kifutópályán, közvetlenül a leszállás után.

## Légitársaságok és célállomások
| Légitársaság      | Célállomások                      |
| ----------------- | --------------------------------- |
| Afriqiyah Airways | Kairó, Isztambul, Dzsidda, Tunisz |
| Berniq Airways    | Bengázi                           |
| Global Air        | Bengázi                           |
| Libyan Airlines   | Tunisz Szfaksz                    |
| Libyan Wings      | Isztambul, Tunisz                 |

## Futópályák
A repülőtér futópályái:
- 15/33 (3400 m, aszfalt)

## Fordítás
Ez a szócikk részben vagy egészben  a   Misrata Airport című angol Wikipédia-szócikk ezen változatának fordításán alapul.  Az eredeti cikk szerkesztőit annak laptörténete sorolja fel. Ez a jelzés csupán a megfogalmazás eredetét és a szerzői jogokat jelzi, nem szolgál a cikkben szereplő információk forrásmegjelöléseként.

## Lásd még
- Mitiga nemzetközi repülőtér